# Axinyssa gravieri
Axinyssa gravieri är en svampdjursart som beskrevs av Topsent 1906. Axinyssa gravieri ingår i släktet Axinyssa och familjen Halichondriidae. Inga underarter finns listade i Catalogue of Life.